# Aurelio Bonelli
Pour les articles homonymes, voir Bonelli.
Aurelio Bonelli (Bologne, c. 1569 – après 1620) est un compositeur, organiste et peintre italien. 

## Carrière
On ne sait pratiquement rien de lui sinon qu'il étudie la peinture avec Agostino Carracci et qu'il réalise avec lui une fresque au couvent de San Michele in Bosco.
Vers 1600, Bonelli est connu pour avoir travaillé en tant qu'organiste à Milan. Après le déménagement d'Adriano Banchieri à Imola en 1601, Bonelli lui succède au poste d'organiste au couvent de San Michele in Bosco de Bologne. En 1620, il est organiste de l'église de San Giovanni in Monte de Bologne. 
Bonelli fait publier au moins un volume de Villanelle à trois parties (Venise, 1596), un livre de messes et de motets et son Il Primo Libro de Ricercari et canzoni a quattro voci con due toccate e doi dialoghi a otto. Ce dernier est imprimé à Venise par Angelo Gardano en 1602. Il s'agit d'une collection de ricercares, canzones, toccatas et de madrigaux à huit voix (dialoghi). Bonelli donne des noms aux dialoghi à huit (Anime pellegrine et S'un dì, mosso a pietà) aux deux toccatas (Cleopatra et Athalanta) et aux canzones (Licor, Arete, Urania, Istrina, Nisa, Irene, Artemisia et Erina) ; les huit ricercare suivent les tons de l'église.

## Discographie
- L'Œuvre pour clavier - Federico del Sordo, clavecin, clavicorde et orgue (1680) du monastère de San Magno, Amelia (avril 2018, Brilliant Classics 95816)